# 20 × 138 mm B
La cartouche de 20 × 138 mm B ou Long Solothurn était un type de munition principalement utilisée pour les armes antiaériennes et antichar durant la Seconde Guerre mondiale. La désignation signifie que le calibre était de 20 mm, la longueur de la douille de 138 mm et le B indique que la cartouche était de la famille des belted case.

## Histoire
La cartouche de 20 × 138 mm B a été créée dans les années 1930 par la société suisse Solothurn.

## Armes
Cette cartouche a été utilisée pour les armes suivantes :
| Nations          | Armes                                                             |
| ---------------- | ----------------------------------------------------------------- |
| Suisse           | Solothurn S-18/1000 (en), fusil antichar                          |
| Suisse           | Solothurn S-18/1100 (en), fusil antichar                          |
| Reich allemand   | Flak 30, canon antiaérien                                         |
| Reich allemand   | Flak 38, canon antiaérien                                         |
| Reich allemand   | Flakvierling 38, combinaison de quatre Flak 38                    |
| Reich allemand   | KwK 30, canon pour véhicule de combat                             |
| Reich allemand   | KwK 38, canon pour véhicule de combat                             |
| Reich allemand   | MG C/30-L, canon antiaérien                                       |
| Royaume d'Italie | Cannone-Mitragliera da 20/65 modello 35 (Breda), canon antiaérien |
| Royaume d'Italie | Cannone-Mitragliera da 20/77 (Scotti) (en), canon antiaérien      |
| Finlande         | Lahti L-39, fusil antichar                                        |
| Finlande         | Lahti L-40, canon antiaérien                                      |
| Pologne          | Nkm wz.38 FK (en), canon pour véhicule de combat                  |